# One Tree Hill (Australia)
One Tree Hill – miasto w Australii, w stanie Australia Południowa.